# Lophornis gouldii
Lophornis gouldii е вид птица от семейство Колиброви (Trochilidae). Видът е световно застрашен, със статут Уязвим.

## Разпространение
Видът е разпространен в Боливия и Бразилия.